# Мерц, Иоганн Каспар
Иоганн Ка́спар Мерц (нем. Johann Kaspar Mertz; 17 августа 1806, Пресбург, Австрийская империя, ныне Братислава, Словакия — 14 октября 1856, Вена, Австрийская империя, ныне Австрия) — австрийский гитарист, композитор и педагог.

## Биография
В детстве учился игре на гитаре и флейте. Вплоть до 1840 года жил в Пресбурге, занимаясь преподавательской работой, в том числе в школе при Пресбургском обществе церковной музыки. Лишь в 1840 году переезд в Вену положил начало успешной карьере Мерца как исполнителя-виртуоза и композитора: в тот год он выступил с первым сольным концертом в Бургтеатре и напечатал своё первое произведение в издательстве Тобиаса Хаслингера. Вслед за этим гастролировал в Германии, Польше и России. Наряду с обычным инструментом использовал десятиструнную гитару работы И. Г. Шерцера. После 1848 года исполнительская карьера Мерца пошла на спад в связи с общим падением интереса к гитаре.
Из многочисленных композиций Мерца для гитары наибольшее значение имеет цикл из 30 пьес «Звуки бардов» (нем. Bardenklänge; 1846—1847). Его пьесы лежат в русле романтических веяний времени, нередко перекликаясь с произведениями Феликса Мендельсона или Роберта Шумана. Среди переложений Мерца — адаптация для гитары шести песен Франца Шуберта. В 1856 году, незадолго до смерти, Мерц отправил своё Концертино для гитары на Международный конкурс гитаристов в Брюсселе, организованный русским гитаристом Николаем Макаровым; Концертино Мерца получило первую премию конкурса уже после смерти композитора.
Жена (с 1842 года) — пианистка Жозефина Плантин (1820—1903); выступала дуэтом с мужем, для этих выступлений Мерц сочинил ряд пьес для гитары и фортепиано.